# RVH Chess Club
RVH Chess Club – północnoirlandzki klub szachowy z siedzibą w Belfaście, dwukrotny zdobywca Ulster Trophy.

## Historia
Klub został założony w 1994 roku. W 1998 roku jego siedzibą zostały pomieszczenia klubowe Royal Victoria Hospital. W 2000 roku zespół po raz pierwszy zdobył Ulster Trophy. W 2001 roku pierwsza i druga drużyna RVH zajęły odpowiednio drugie i trzecie miejsce w lidze, natomiast w sezonie 2001/2002 klub zajął dwa pierwsze miejsca w pierwszej dywizji. W 2003 roku klub zdobył wicemistrzostwo. Również w sezonie 2003 zespół uczestniczył w Pucharze Europy. RVH przegrał wówczas wszystkie mecze (z Ładją Kazań, Alkaloidem Skopje, WCz Witebsk, Dritą Suva Reka, Iraklio OAA i TED Ankara Kolejliler) i zajął w pucharze ostatnie, 45. miejsce. W 2009 roku klub zajął trzecie miejsce w UCU League 1. W sezonie 2009/2010 RVH uzyskał identyczną liczbę punktów co QUB Chess Club, jednak nie wyłoniono wówczas zwycięzcy. W 2011 roku RVH zajął trzecie miejsce w lidze. W późniejszym czasie nie startował w rozgrywkach.